# Atrax Fossa
Atrax Fossa és una estructura geològica del tipus fossa a la superfície de Mart, situada amb el sistema de coordenades planetocèntriques a 38.37 ° de latitud N i 271.31 ° de longitud E. Fa 34.42 km de diàmetre. El nom va ser canviat d'Atrax Dorsum a Atrax Fossa i fet oficial per la UAI el 30 de maig de 2014; pren el nom d'una característica d'albedo.